# Benjamín Argumedo
General Benjamín Argumedo Hernández  (San Buenaventura, Coahuila, 31 de marzo de 1874 - Durango, 1 de marzo de 1916) fue un militar mexicano. Participó en el bando antirreeleccionista al inicio de la Revolución mexicana, pero en 1912 pasó a la oposición contra Madero y apoyó el golpe de Estado de Victoriano Huerta. También llamado el "León de la Laguna". Es considerado el más tenaz adversario de Francisco Villa en los sangrientos combates que se llevaron a cabo por tierras de Durango y Coahuila, pues de él se decía que nunca tenía miedo. Durante la Primera Toma de Torreón ocurrida entre el 13 y el 15 de mayo de 1911, dio la orden de “maten a todos los chinos”, tras lo cual fueron masacrados 303 chinos radicados en la ciudad, a quienes se acusó falsamente de haber disparado en contra de las huestes maderistas que Argumedo comandaba junto con Sixto Ugalde, Jesús Agustín Castro y Epitacio Rea, entre otros.

## Inicios
Nació en San Buenaventura, Coahuila, el 31 de marzo de 1874, siendo el tercero de los ocho hijos de Don Albino Argumedo y de doña Tiburcia Hernández; fue bautizado el 8 de mayo en Matamoros, Coahuila. Sastre y talabartero, como muchos en esa región, no poseía tierras. No se sabe con certeza si Benjamín Argumedo participó en actividades prerrevolucionarias. Sin embargo, el pueblo de  Matamoros siempre simpatizó con los ideales de Francisco I. Madero y editaba "La Lucha", un periódico de filiación maderista. Además, uno de los lugares en que se desató mayor violencia, después de la crisis de 1907 fue en la Hacienda de Santa Teresa, donde Argumedo trabajaba como talabartero. Probablemente Argumedo participó en estos desórdenes, ya que poco después se uniría a la lucha de 1910, a las órdenes de Sixto Ugalde, y más tarde, de Enrique Adame Macías, con quién tomó Matamoros el 9 de febrero de 1911. También se dice que Argumedo estuvo a la cabeza de las guerrillas de Gilita y Matamoros.

## Revolución Maderista
En abril y mayo, junto con Adame Macías, Argumedo dirigió el ataque a Parras, donde la mayor parte de la población se les unió, por lo que tuvieron que reorganizar sus tropas, las que dividieron en dos grupos: Argumedo al mando de 300 hombres y fue ascendido a teniente coronel. Tomó Viesca, y después, bajo el mando de Emilio Madero, colaboró en la captura de Torreón. De hecho, cuando las tropas estaban listas para atacar, Argumedo inició el asedio de manera inesperada, dando la victoria a las fuerzas maderistas y demostrando su gran capacidad militar. Bajo la falsa excusa de que un chino tratando de defender su vida hizo un disparo contra los agresores, Benjamín Argumedo dio la orden de “maten a todos los chinos”(15 de mayo de 1911); 303 ciudadanos chinos fueron masacrados.
Esta es la secuencia de los hechos, de acuerdo con Marco Antonio Pérez Jiménez: el 9 de mayo Torreón amaneció rodeado por tropas maderistas: Benjamín Argumedo, Orestes Pereyra, Sixto Ugalde, Epitacio Rea, Gregorio García, todos bajo el mando militar de José Agustín Castro y la responsabilidad política de Emilio Madero; una fuerza atacante de entre 5 mil y 10 mil hombres, frente a los 700 soldados de la guarnición porfirista, comandada por Emilio Lojero. El asalto comenzó el 13 por la mañana y por la tarde los rebeldes ya controlaban las huertas de la periferia. Otros se apostaron en edificios céntricos, como el Casino, desde donde procuraron atrapar entre dos fuegos a las fuerzas federales. Por la noche, los maderistas, ya en poder de algunas plantaciones, comenzaron a asesinar a los trabajadores chinos que se encontraban en ellas. La madrugada del 15, Lojero y lo que quedaba de sus hombres abandonaron la ciudad en completo sigilo por el cañón del Huarache. Antes de meterle fuego al palacio municipal, algunos rebeldes hallaron unas botellas de coñac adulterado, confiscado meses antes por las autoridades, las bebieron, murieron envenenados y corrió el rumor de que se trataba de una trampa de los chinos. La masacre empezó en el restaurante de Park Jan Jong, donde fueron asesinados todos los presentes. De allí, las turbas revolucionarias van a la tienda de comestibles de Hoo Nam, en donde matan a los empleados. Luego pasan al negocio de pieles de Mar Young; el propietario, un sobrino suyo y sus trabajadores, son sacados a la calle y asesinados. Luego destruyen las tiendas de King Chow, quien logra escapar con sus dependientes. De allí, los atacantes se dirigen al negocio de Yee Hop, donde descuartizan con hachas y cuchillos a 13 personas. Al llegar al centro, asaltan el edificio donde operaban la Compañía Shanghái y el Banco Chino, saquean ambos locales y destazan a los más de 20 empleados de esas empresas. En el Club Reformista Chino dan muerte a unos 16 individuos. Hacia las dos de la tarde, en las huertas de las afueras, los jornaleros asiáticos sobrevivientes son quemados vivos, y las calles del centro están espolvoreadas de cadáveres. Desde el tercer piso del Banco Chino cabezas y cuerpos completos son lanzados hacia la calle. Hasta la noche, la soldadesca victoriosa se solaza acuchillando, desnudando y destazando a los muertos y juega con brazos y piernas atados a las cabalgaduras. Emilio Madero llegó a la ciudad esa noche y ordenó detener la carnicería y capturar a los responsables. La primera directiva se cumplió a regañadientes y la segunda fue ignorada. En cambio, en los días posteriores los sobrevivientes fueron encarcelados, golpeados y despojados de sus pertenencias por los vencedores. La investigación del gobierno chino estableció en 303 el número de asesinados: 62 comerciantes, 110 jornaleros, 65 empleados, 56 viajeros y 10 desconocidos. Hay que recordar tres nombres: el de José Cadena, quien protegió a varios trabajadores de la Lavandería Oriental, el del revolucionario Leónides González, quien trató de salvar, sin éxito, la vida de cuatro chinos, y el de Cristino Hernández, quien llevó agua, pan y cigarros a los sobrevivientes de la masacre hasta la maderería en la que fueron recluidos. En las investigaciones ulteriores se estableció que “con anterioridad a la matanza, la colonia china en Torreón había sido una comunidad pacífica y aprovechada, que se atenía a la ley y que había contribuido al desarrollo material de la ciudad”. Pese a que los cabecillas revolucionarios se dijeron atacados por los asiáticos, según los testimonios recogidos por la Cruz Roja no se supo “de ningún caso en el que un soldado o civil local haya sido herido por algún chino”.
Al triunfo del maderismo nuevos conflictos surgieron en la región: Benjamín Argumedo fue uno de los primeros en declararse en contra del nuevo gobierno. Perteneció al 20o. Cuerpo Rural, a las órdenes de Sixto Ugalde y estaba insatisfecho porque sus méritos no fueron lo suficientemente importantes para darle el mando de su propio cuerpo rural. A principios de 1912 varios grupos de trabajadores agrícolas se rebelaron bajo las órdenes de Argumedo, Pablo Lavín y José de Jesús Campos. No tenían un objetivo claro, pero sus filas se incrementaron por el creciente desempleo en la región. A mediados de febrero, Argumedo asedió San Pedro de las Colonias con 600 hombres. Fueron repelidos y se dirigieron al sur para tomar Matamoros Laguna; más tarde se dirigió al sur de Torreón, al mando ya de 1000 hombres. Sus primeras acciones como orozquista fueron la toma de Mapimí, el 15 de marzo, y el ataque infructuoso a Pedriceña, junto con Emilio P. Campa. Un mes después, Argumedo tomó finalmente Pedriceña, Durango, con 3000 hombres; después amenazó Torreón. A finales de mayo, Pascual Orozco fue derrotado por el General Victoriano Huerta y Argumedo fue derrotado a mediados de junio por el General Aureliano Blanquet. Ya con pocos hombres, Argumedo empezó a operar en la frontera de Zacatecas y Durango; más tarde se le reunieron otros Jefes rebeldes, formando así una columna considerable. A finales de julio se dirigieron al suroeste de Chihuahua, y después regresó a Durango con un contingente mucho menor, fue entonces cuando empezó a depredar haciendas y asesinar autoridades locales maderistas. Así se mantuvo hasta la caída de Francisco I. Madero.

## Huertismo
Cuando Victoriano Huerta tomó el poder su situación cambió de bandido a hombre de orden. En los primeros días de febrero de 1913 Argumedo se encontraba merodeando en Zacatecas y San Luis Potosí; donde fue derrotado en la Hacienda de Santo Domingo el 10 de febrero. Esta fue su última batalla como rebelde, puesto que reconoció al gobierno Huertista en marzo; fue nombrado General Brigadier del Ejército Federal. La tarea de Argumedo no fue fácil: tuvo que enfrentar a los constitucionalistas, que en la región estaban al mando de Francisco Villa y de Tomás Urbina. Primero fue enviado a San Luis Potosí, pues temía que sus tropas se pasaran al constitucionalismo, pero pronto fue llamado a operara en el área de Torreón; Argumedo demostró autoridad; el mejor ejemplo fue su defensa de Torreón, el 13 de julio de 1913, donde con un grupo pequeño de hombres derrotó a casi todos los jefes rebeldes de La Laguna. Sin embargo, a principios de 1914, los constitucionalistas, al mando de Francisco Villa recobraron la Ciudad de Torreón; derrotando a los federales de Argumedo y de José Refugio Velasco. Estos tuvieron que replegarse al sur. Más tarde Francisco Villa volvió a derrotar a Argumedo y al Ejército Federal en la famosa Batalla de Zacatecas, a fines de junio de 1914. Con la victoria de los constitucionalistas sobre el régimen de Victoriano Huerta, Argumedo inició otra fase de su lucha revolucionaria.

## Rebeldía y muerte
Se negó a aceptar los Tratados de Teoloyucan y se levantó contra el gobierno de Venustiano Carranza, convirtiéndose otra vez en rebelde. Empezó a operar en la frontera de Puebla y Morelos, en ocasiones al lado de Juan Andrew Almazán e Higinio Aguilar, en otras, al lado de Emiliano Zapata. Pronto fue derrotado en Puebla, donde fue herido, después lo enviaron a defender Tezontepec y siguió participando en otras actividades militares, donde fue constantemente derrotado. A mediados de abril, se le encomendó obstruir las líneas de abastecimiento de Álvaro Obregón para su campaña en el Bajío, en lo que tampoco tuvo éxito, en junio amagó Pachuca. Sin embargo, hay información, de que por los mismos días se encontraba con 3000 hombres defendiendo la Ciudad de México. Debido a las fricciones que tuvo con Higinio Aguilar y con las tropas zapatistas, Argumedo se vio forzado a abandonar el centro del país. Para ello, convenció al Presidente convencionista Francisco Lagos Cházaro de cambiar la sede del gobierno de Toluca a Durango, sin embargo, a la mitad del camino, Lagos Cházaro cambió de rumbo hacia Tamaulipas, y Argumedo, sin ningún gobierno que defender, se dirigió a Durango, a donde llegó a principios de diciembre de 1915. A finales de enero de 1916 las fuerzas de Domingo Arrieta y de Fortunato Maycotte derrotaron a Argumedo, quien resultó gravemente herido. Argumedo se ocultó en la Sierra de los Reyes, pero el General Francisco Murguía lo aprehendió el 4 de febrero en el Rancho El Paraíso. Lo enviaron a Durango, donde un consejo de guerra extraordinario lo condenó a pena de muerte. Fue fusilado el 1 de marzo de 1916.

## Cultura popular
La película  "Persecución y muerte de Benjamín Argumedo" se filmó en México en 1980, dirigida por Mario Hernández con Antonio Aguilar en el rol principal. La cinta cuenta con una versión del corrido de Benjamín Argumedo, cuya versión original fue grabada por primera vez por Andrés Berlanga y Francisco Montalvo en el año de 1935.

## El 'Coloso'
Durante las fiestas del Bicentenario de la Independencia de México se erigió en el Zócalo del Distrito Federal un monumento de poliuretano de 20 metros y 7 toneladas llamado 'El Coloso'.
En entrevista con medios de comunicación mexicanos como W Radio (México) y Once TV, el creador de la pieza, Juan Canfield, dijo expresamente haberse basado en los rasgos de Argumedo: "No se le seleccionó por su participación en la Revolución (...) sino más bien por su aspecto físico. Un hombre muy fuerte, con un carácter, con unos bigotes así superrevolucionarios," dijo Canfield a Once TV. El que el 'Coloso' estuviera basado en el rostro de Argumedo también se aseguró en una nota de Milenio Televisión.
Sin embargo, la Secretaría de Educación Pública emitió un comunicado de prensa, con fecha del 20 de septiembre de 2010, indicando que "El rostro del Coloso no retrata ningún personaje en particular y no tiene una identidad específica. No tiene nombre ni apellido." Estas declaraciones crearon controversia entre el público y los medios mexicanos.